# Норт-Рок-Спрінгс (Вайомінг)
Норт-Рок-Спрінгс (англ. North Rock Springs) — переписна місцевість (CDP) в США, в окрузі Світвотер штату Вайомінг. Населення — 2439 осіб (2020).

## Географія
Норт-Рок-Спрінгс розташований за координатами 41°40′6″ пн. ш. 109°17′17″ зх. д. / 41.66833° пн. ш. 109.28806° зх. д. (41.668353, -109.287975).  За даними Бюро перепису населення США в 2010 році переписна місцевість мала площу 38,27 км², з яких 38,21 км² — суходіл та 0,06 км² — водойми.

## Демографія
Згідно з переписом 2010 року, у переписній місцевості мешкало 2207 осіб у 800 домогосподарствах у складі 608 родин. Густота населення становила 58 осіб/км².  Було 849 помешкань (22/км²).
Расовий склад населення:
| - 92,4 % — білих - 1,5 % — корінних американців - 0,5 % — чорних або афроамериканців - 0,1 % — азіатів - 3,9 % — осіб інших рас |

До двох чи більше рас належало 1,7 %. Частка іспаномовних становила 10,5 % від усіх жителів.
За віковим діапазоном населення розподілялося таким чином: 27,1 % — особи молодші 18 років, 65,5 % — особи у віці 18—64 років, 7,4 % — особи у віці 65 років та старші. Медіана віку мешканця становила 36,1 року. На 100 осіб жіночої статі у переписній місцевості припадало 106,5 чоловіків;  на 100 жінок у віці від 18 років та старших — 104,8 чоловіків також старших 18 років.
Середній дохід на одне домашнє господарство  становив 82 772 долари США (медіана — 62 862), а середній дохід на одну сім'ю — 85 830 доларів (медіана — 63 816). За межею бідності перебувало 17,4 % осіб, у тому числі 40,1 % дітей у віці до 18 років та 7,0 % осіб у віці 65 років та старших.
Цивільне працевлаштоване населення становило 1327 осіб. Основні галузі зайнятості: сільське господарство, лісництво, риболовля — 27,1 %, освіта, охорона здоров'я та соціальна допомога — 14,9 %, транспорт — 11,7 %, мистецтво, розваги та відпочинок — 8,7 %.